# Haopterus
Haopterus ist eine Gattung von Kurzschwanzflugsauriern aus der Gruppe der Ornithocheiroidea. Die einzige bekannte Art der bislang monotypischen Gattung ist Haopterus gracilis aus der Yixian-Formation (Jehol-Gruppe) von Liaoning im Nordosten Chinas.

## Etymologie und Forschungsgeschichte
Der Gattungsname ehrt die chinesische Paläontologin Hao Yichun für ihre Beiträge zur Erforschung der Jehol-Biota in Kombination mit der, bei Vertretern der Flugsaurier häufig verwendeten, Endung „-pterus“, latinisiert nach dem altgriechischen πτερόν (pterón) „Flügel“. Der Artzusatz „gracilis“ (lateinisch: „schlank“, „dünn“, „fein“) bezieht sich sowohl auf den hervorragenden Erhaltungszustand des Holotypus als auch auf seine winzigen Metatarsalia.
Der Holotypus und bislang einzige Fossilbeleg für Haopterus gracilis wurde während der Grabungssaison des Jahres 1998 bei Sihetun in der Großgemeinde Shangyuan von Beipiao im Westen der Provinz Liaoning in der tieferen Yixian-Formation gefunden. Die Erstbeschreibung von Gattung und Typusart erfolgte 2001 durch Wang Xiaolin und Lü Junchang. Das Originalfossil wird am Institut für Wirbeltierpaläontologie und Paläoanthropologie der Chinesischen Akademie der Wissenschaften (IVPP) unter der Inventarnummer IVPP V11726 aufbewahrt.
Zum Zeitpunkt der Erstbeschreibung war Haopterus für die Jehol-Gruppe der erste bekannte Überrest eines Flugsauriers mit weitgehend vollständig erhaltenem Schädel.

## Fossilbeleg und Alterseinstufung
IVPP V11726 umfasst ein gut erhaltenes Teilskelett mit weitgehend vollständigem Schädel samt Unterkiefer, Hals- und Rückenwirbel, dem Schultergürtel und beiden vorderen Gliedmaßen, sowie das Brustbein und einzelne Rippenfragmente und Gastralia. Kreuz- und Schwanzwirbel sind nicht erhalten. Vom Beckengürtel ist nur ein kleines Fragment des linken Sitzbeins vorhanden und abgesehen von den Fußwurzel-, Mittelfuß- und einigen Zehenknochen fehlen auch die meisten Skelettelemente der hinteren Gliedmaßen.
Die Epiphysen der erhaltenen Langknochen sind vergleichsweise wenig verknöchert und das Fossil wird als Überrest eines subadulten Exemplars interpretiert.
Der Fund stammt aus dem fossilreichen Jianshangou-Member der Yixian-Formation als Teil der Jehol-Gruppe. Das Alter der Yixian-Formation konnte mit Hilfe der 39Ar-40Ar-Methode zeitlich eingegrenzt werden. Für einen basaltischen Lavastrom an der Basis der Formation liegt ein radiometrisches Alter von 129,7 ± 0,5 Ma vor. Das Mindestalter der Formation ist durch die Datierung einer Tufflage in den liegendsten Anteilen der überlagernden Jiufotang-Formation mit 122,1 ± 0,3 Ma gegeben. Der Zeitraum zwischen diesen beiden Grenzmarken entspricht dem Barremium bis unteren Aptium der Unterkreide.

## Merkmale
(Die Beschreibung erfolgt in Anlehnung an die Erstbeschreibung.)
Haopterus gracilis ist mit einer Flügelspannweite von 1,35 Metern ein eher kleiner bis mittelgroßer Vertreter der Flugsaurier.
Der Schädel ist mit einer Länge von 14,5 cm relativ groß, langgestreckt und mit spitz zulaufendem Rostrum. Sagittale Knochenkämme am Schädel sind nicht vorhanden. Das Nasoantorbitalfenster, ein Schädelfenster das aus der Verschmelzung von äußerer Nasenöffnung und Antorbitalfenster besteht, ist länglich elliptisch und nimmt etwas mehr als ein Viertel der Gesamtschädellänge ein. Sowohl Ober- als auch Unterkiefer sind bis etwa unter die Mitte des Nasoantorbitalfensters mit jeweils zwölf posterior gekrümmten, spitzen Zähnen bestückt.
Die Vorderextremitäten sind sehr robust. Die Oberarmknochen sind kurz, gerade und kräftig gebaut. Die „Crista deltopectoralis“ („deltopectoral crest“), eine Knochenleiste am Oberarmknochen, die als Muskelansatz dient und bei Flugsauriern besonders kräftig ausgebildet ist, ist ausgedehnt und halbkreisförmig. Der Mittelhandknochen des Flugfingers ist gut ein Drittel länger als der Oberarmknochen und die einzelnen Fingerglieder des Flugfingers sind ebenfalls jeweils länger als der entsprechende Mittelhandknochen.
Die Mittelfußknochen sind schlank und klein. Das Brustbein ist hingegen groß, fächerförmig, ebenso lang wie breit und mit einem deutlich ausgebildeten Kiel versehenen.

## Systematik
Haopterus gracilis wurde von den Erstbeschreibern ursprünglich als Vertreter der Pterodactylidae interpretiert. Der Fund wäre damit nicht nur der erste Nachweis dieser umstrittenen Familie in Asien, sondern auch deren jüngster Vertreter gewesen. Diese Zuordnung wurde jedoch unmittelbar nach Veröffentlichung der Erstbeschreibung bereits wieder in Zweifel gezogen und David Unwin stellte Haopterus in die Gruppe der Ornithocheiroidea.
In einer viel beachteten und häufig zitierten Analyse zur Phylogenese und Evolutionsgeschichte der Flugsaurier präzisiert Unwin 2003 seine erste Einschätzung von Haopterus und wertet ihn als Vertreter der Ornithocheiridae innerhalb der Ornithocheiroidea. Tatsächlich definiert er in dieser Arbeit das Taxon der Ornithocheiridae als „der jüngste gemeinsame Vorfahre von Haopterus gracilis und Ornithocheirus simus und alle seine Nachfahren.“ Spätere phylogenetische Analysen identifizierten Haopterus gracilis jedoch als „Rogue-Taxon“, also als Taxon, dem bei der Analyse keine stabile systematische Stellung zugeordnet werden konnte, wechselweise innerhalb der Pterodactyloidea, der Ornithocheiroidea, der Pteranodontoidea, der Istiodactylidae oder als Schwestertaxon der Ornithocheiroidea. Zwei im Jahr 2019, unabhängig voneinander, veröffentlichte Analysen finden Haopterus übereinstimmend innerhalb der Gruppe der Ornithocheiroidea, jedoch abweichend einmal als Schwestertaxon zu einer gemeinsamen Klade aus Hongshanopterus + Istiodactylidae und im anderen Fall als näher mit den Anhangueridae verwandt als mit den Istiodactylidae.
Haopterus wird hier dementsprechend als Vertreter der Ornithocheiroidea gewertet. Die innere Systematik der Kurzschwanzflugsaurier ist jedoch nach wie vor stark im Fluss und auch die systematische Stellung von Haopterus noch keineswegs abschließend geklärt.

## Palökologie
Die schlanken, scharfen Zähne im vorderen Kieferbereich werden als Hinweis auf eine piscivore Ernährungsweise von Haopterus gewertet. Der kräftig ausgebildete Schultergürtel und die ebenso kräftigen Vordergliedmaßen deuten auf einen guten Flieger hin. Die filigranen Mittelfußknochen lassen dagegen den Schluss zu, dass sich Haopterus am Boden quadruped fortbewegte beziehungsweise eine an den Hinterbeinen hängende Ruhestellung einnahm.
Die vulkanosedimentäre Abfolge der Yixian-Formation wurde im Bereich eines Grabenbruchs („Fuxin-Yixian-Becken“) abgelagert. Das Sedimentbecken war zu Lebzeiten von Haopterus durch ausgedehnte, zum Teil sehr tiefe Süßwasserseen und den Einfluss häufiger Vulkaneruptionen geprägt. Der besonders fossilreiche Jianshangou-Member aus dem Bereich um Sihetun repräsentiert die Ablagerungen eines solchen Sees („Lake Sihetun“), durchsetzt mit zahlreichen vulkanischen Aschelagen. „Lake Sihetun“ war zumindest zeitweilig ein meromiktisches Gewässer und der Sauerstoffmangel am Grund des Sees begünstigte die Fossilwerdung. Dabei blieben nicht nur die Bewohner des Sees selbst erhalten, sondern auch Überreste von Fauna und Flora der angrenzenden Landgebiete.
Die Umgebung des Sees war vermutlich dicht bewaldet. Unter den fossilen Pflanzenresten des Jianshangou-Members dominieren Koniferen, Pteridophyten sowie Vertretern der Bennettitales und der Ginkgoales. Frühe, krautige Vertreter der Bedecktsamer, wie etwa Archaefructus oder Hyrcantha, waren dagegen wohl auf ufernahe Flachwasserbereiche beschränkt. Die paläobotanischen Befunde lassen sich als mesophytische bis semi-xerophytische Wälder in einem humiden bis teilweise sub-humiden, subtropischen Klima interpretieren.
Haopterus teilte sich diesen Lebensraum unter anderem mit mindestens zwei anderen Gattungen von Flugsauriern (Dendrorhynchoides und Jeholopterus), den frühen Vögeln Confuciusornis und Liaoningornis, den gefiederten Dinosauriern Sinosauropteryx, Caudipteryx, Protarchaeopteryx, Sinornithosaurus und Huaxiagnathus, sowie den Säugern Jeholodens, Zhangheotherium und Repenomamus.